# 違う、そうじゃない
「違う、そうじゃない」（ちがう、そうじゃない）は、鈴木雅之の曲。作詞は朝水彼方、作曲は中崎英也による。

## 概説
菊池桃子とのデュエットによる「渋谷で5時」とのカップリングによる、1994年1月リリースの両A面シングル『違う、そうじゃない/渋谷で5時』の1曲目に収録された。また、同年10月リリースのアルバム『She・See・Sea』にも収録された。
三貴「ブティックJOY」のコマーシャルソングに使用された。
2022年、『第73回NHK紅白歌合戦』にて本楽曲が歌唱された。ソロ楽曲としては1992年出場時の「もう涙はいらない」以来30年ぶりの歌唱となった。

## インターネット上での流行
インパクトのあるタイトルに加え、ワインレッドのスーツを着込んだ決め顔の鈴木が肩に手のひらを置くという癖の強いCDジャケットも話題となった。アニメキャラや映画キャラと差し替えたパロディー画像が作成され、SNS上でネタツッコミの際に用いられるようになり、元曲を凌ぐほどの“ネットミーム”として知られている。
2022年6月15日、YouTubeチャンネルのTHE FIRST TAKEにて歌唱動画が投稿された。1994年のリリース以降、ライブ以外では28年ぶりの録音となった。鈴木雅之のスタッフが運営するTwitterアカウントは動画公開に先がけ、「ネット民全員集合」「みなさんの大好きな曲を歌います」とネット上での流行を分かっている体で呼びかけた。「ネットの皆さんの中にはタイトル・曲名は知っていても音を聴いたことがない人もきっと多いのでしょうね」と楽曲を取り巻く現状を踏まえつつ、「どんな角度であれ知っていただけているのはとてもありがたいことです」とコメントが綴られている。

## 違う、そうじゃない/渋谷で5時
『違う、そうじゃない/渋谷で5時』は、1994年1月12日にリリースされた鈴木雅之の17枚目のシングルで、初の両A面シングルである。

### シングル解説
「渋谷で5時」は、1993年9月発売のアルバム『Perfume』収録曲で、本作シングル収録版は「〜Romantic Single Version〜」と付けられている。同曲は1996年2月にリメイクされて単独でシングルがリリースされた。2008年のシングル『恋のフライトタイム〜12pm〜』にも収録された。

### シングル収録曲
作詞：朝水彼方　
1. 違う、そうじゃない
  - 作曲・編曲：中崎英也
2. 渋谷で5時 （Romantic Single Version）
  - 作曲：鈴木雅之　編曲：有賀啓雄
3. 違う、そうじゃない（Backing Track）
4. 渋谷で5時（Backing Track）